# جوني إي. جونستون
جوني إي. جونستون (بالإنجليزية: Joni E. Johnston)‏ هي عالمة نفس أمريكية، ولدت في 1960.